# Csurgói KK
El Csurgói KK es un club de balonmano húngaro de la ciudad de Csurgó.

## Plantilla 2024-25
|  | Porteros - 12 Balázs Holló - 16 Ádám Füstös - 36 Roland Széll Extremos izquierdos - 06 Gergely Bazsó - 42 Bálint Füstös - 77 Marko Majstorović Extremos derechos - 22 Péter Tóth - 81 Aleksa Tufegdžić Pívots - 17 Tamás Papp - 18 Erik Szeitl | Centrales - 05 Matevž Žagar - 33 Bence Kiss Laterales izquierdos - 10 Mirko Herceg - 20 Marcell Gábor - 24 Ádám Vasvári Laterales derechos - 23 Vojislav Brajović - 26 David Mazurek |

|}